# Église Saint-Jean-Baptiste de Vélez-Málaga
 (août 2017).
Si vous disposez d'ouvrages ou d'articles de référence ou si vous connaissez des sites web de qualité traitant du thème abordé ici, merci de compléter l'article en donnant les références utiles à sa vérifiabilité et en les liant à la section « Notes et références ».
 (août 2017).
Le contenu est difficilement compréhensible vu les erreurs de traduction, qui sont peut-être dues à l'utilisation d'un logiciel de traduction automatique.
 (août 2017).
L’église Saint-Jean-Baptiste (espagnol : iglesia de San Juan Bautista) est un temple catholique situé à Vélez-Málaga, dans la province de Malaga, l'Espagne. Il se représente comme un document historique-artistique que synthétise, à partir des interventions réalisées dans son usine tout au long du temps, les diverses évolutions estilísticas du moment. 
La primitiva Église date de 1487, bâtie sous les postulados gothique-mudéjares. Dans le même siècle a souffert une rénovation dans son usine et entre 1541 et 1564, en étant évêque Fray Bernardo Manrique, s'a mené à terme un nouveau agrandissement, en se bâtissant dans cette époque la tour.
Significatives sont les réformes qu'ils se produisent pendant le baroque, de celles qui conserve quelques éléments et autrui, de fins du siècle XVIII, dans celle qui il s'a réalisé le décor de la sacristía, pièce extraordinaire bâtie en 1789, œuvre attribuée à José Martín de Aldehuela.
Sa magnifique couverture, que communique à travers un vestibule avec le navire de l'Évangile, présente finísima décor à base de estucos avec des éléments végétaux et des symboles apocalyptiques, que souligne dans le milieu le plus classique et austero de l'église. Cependant, la majeure transformation qui a souffert la primitiva église a été avec les œuvres exécutées entre 1853 et 1860, par l'évêque Juan Nepomuceno Castillane, en acquérant alors son actuelle impronta neoclásica.

## Description

### Structure
Le temple se structure avec trois navires de six tronçons, séparées moyennant des arcs formeros de moyen point, que reposent en des piliers en dont fronts s'adossent pilastras cajeadas. Ces pilastras dans le navire central apparaissent dobladas et s'élèvent jusqu'au entablamento supérieur. 
Le navire central, plus grande et large que les latérales, couvre cinq de ses six tronçons avec tour de moyen canon, avec lunetos et arcs fajones que soutiennent sur un simple entablamento, dite couverture dérobe l'ancienne armadura mudéjar. 
Le presbiterio a plante rectangular et testero plat, se trouve à niveau plus grand que les trois navires, et il occupe jusqu'au tronçon sixième du navire central. Il est couvert avec tour semiesférica, à façon de croisière, que repose en simples pechinas.
En la cabecera du presbiterio se place la sillería chorale. Il figure de trois parts, la située dans le centre il se compose de trois chaises de majeure taille que les restantes. À les deux côtés de l'antérieure se placent deux groupes de cinq chaises et autres deux groupes de trois dans les murs latéraux du presbiterio. Ils sont réalisées dans le siècle XIX en bois de caoba.
Aux pieds du navire central il se trouve un cancel réalisé en bois entre 1801 et 1900. Il se compose de trois corps, le central disposé avec double porte, décorée à base d'éventails encadrés par des lattes et dans la zone centrale la croix de la Malte policromada. Le parachevez ou techado a forme ondulada et le friso se décore avec des motifs végétaux estilizados. 
Les deux navires latéraux se structurent en des tronçons cuadrangulares couverts avec des tours semiesféricas. En ses cabeceras s'ouvrent des chapelles de plantes poligonales et couvertures voûtées, décorées avec yeserías d'époque baroque. Sur le vain que donne accès à la chapelle de la cabecera du navire de l'Évangile, se trouve un bouclier heráldico réalisé entre 1701 et 1800. Une seconde cancel se place dans le navire de l'Évangile dans son cinquième tronçon, est réalisé entre 1701 et 1800, et il présente similaires caractéristiques que l'antérieur, avec la différence que les lattes sont de couleur rouge et le décor se réalise à base de croix et cadrés. 
Aux pieds du navire de l'Évangile, dans son premier tronçon il s'ouvre la chapelle du Christ des Vigías qu'héberge l'image titulaire. Le Christ il est œuvre renacentista réalisée entre 1501 et 1600. Originariamente Couronnait l'attique du retable de l'église de Sainte María la Majeure et, temporellement, depuis 1941 le testero de la chapelle majeure de l'église Saint-Jean-Baptiste. 
Dans le cinquième tronçon du même navire s'ouvre une couverture qu'il donne accès à travers un vestibule à la sacristía. Il se compose d'un magnifique décor, en soulignant dans le milieu le plus classique et austero de l'église. Son vain adintelado se trouve encadré par un arc de moyen point revestido de estuco, décoré avec relais d'éléments végétaux et en la rosca et tympan avec les symboles apocalyptiques.

### Sacristía
Pièce arquitectónica d'intérêt est la sacristía bâtie en 1789. Il s'agit d'un séjour rectangular parcourue par un apilastrado d'ordre corintio, avec rocallas et liens suspendus, couronné par grands mensulones très décorés, que se entremezclan avec l'ornementation arquitectónica, dont medallones, lazadas, pichets et rocallas inondent des murs et couverture. Le mû entablamento entoure tout ce milieu, qu'il alterne avec des fenêtres et des tableaux encadrés sous saliente corniche denticulada. L'ensemble est flanqueado par pilastras corintias, colgaduras sur ménsulas aveneradas et sinuosas molduras. Sur la corniche se hausse, à façon de penacho, une plaque découpée couronnée avec molduras, ornements bifoliados et parachèves des latéraux, avec profil de coupes et cestillos desbordantes de feuilles et fruits de caractère rococó.
La couverture se structure dans un espace cadré couvert avec casquete sphérique décoré avec huit gallones trípodes. Les espaces latéraux sont rectangulares et plans, se ornamentan avec molduras, dans dont centre hébergent rosetones, courbes de formes arriñonadas et motifs végétaux. 
Dans la chapelle absidial ou chapelle du Sagrario, située en la cabecera du navire de la Epístola, se place une table d'autel réalisée entre 1701 et 1800 en marbre esculpido. Il présente un relais avec le thème iconográfico de l'Agneau Apocalyptique. 
Également, dans le premier tronçon du même navire se trouve la pila bautismal, réalisée entre 1501 et 1600 en pierre, avec des incrustations de diverses couleurs. 

### Tour
Dans le premier tronçon du navire de la Epístola s'ouvre l'accès à la tour, son intérieur se distribue en cinq séjours superposés, communiquées par une échelle située dans un latéral des mêmes. Dans le dernier corps se trouve une ancienne chapelle de fins du siècle XVIII, de plante rectangular couverture avec tour ochavada sur trompas, décorée avec yeserías rococó, en montrant une macolla avec moldura cuadrifoliada dans le centre de laquelle pendent des feuilles et des fleurs en alternant avec cornucopias de fine rocalla. 
Dans l'extérieur, le ménage des façades se trouve peint de couleur ocre, en terminant dans la zone supérieure avec auvent de canecillos. La tour bâtie en mampostería et brique vue, se compose d'un haussé de quatre corps, deux de plante cuadrangular, séparés par impostas de arquillos aveugles, couronnés dans ses angles avec des piliers parachevés avec des pichets, et deux corps supérieurs octogonales. Le supérieur ou campanario se compose dans chaque front d'un vain de moyen point flanqueado avec des doubles pilastras et une corniche supérieure. Les cités vains hébergent trois cloches réalisées en bronze entre 1700 et 1750 et décorées avec des bandes et des inscriptions que les circundan. 
La structure de la tour répond à la construction de 1541, en étant restaurée en 1742. Les deux couvertures sont bâties en brique. 

### Couverture

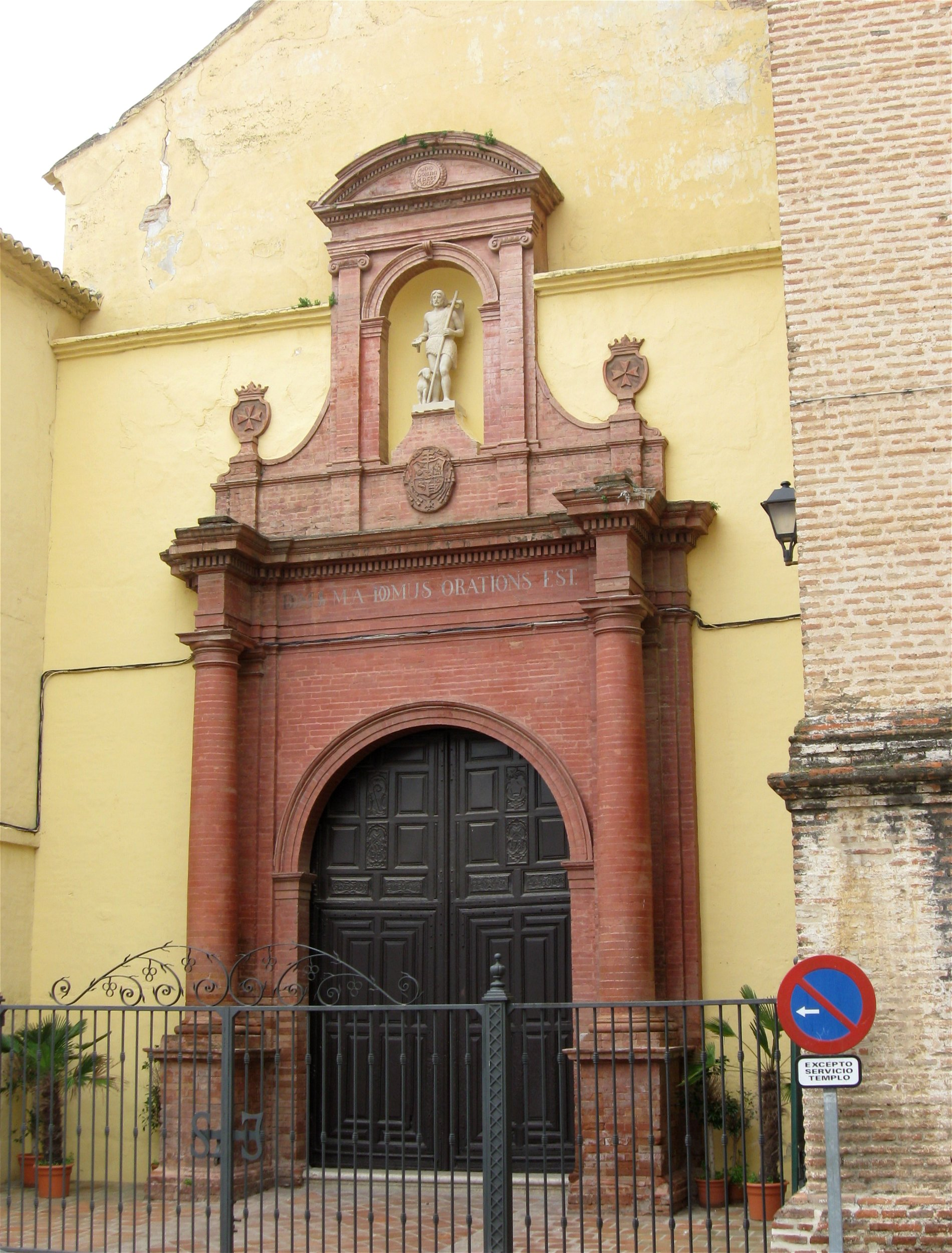
Couverture.

La couverture principale ou des pieds du temple se structure avec deux corps, l'inférieur composé d'un vain de moyen point flanqueado par deux colonnes toscanas, soulignées, sur des piédestaux et entablamento supérieur sur lequel repose l'attique, celui-ci disposé d'une hornacina centrale de moyen point, flanqueada par pilastras jónicas dans ses latéraux et entablamento supérieur couronné avec fronton curvo, dans dont centre héberge un bouclier patriarcal réalisé en 1829. Il présente double croix centrale, chapeau duquel ils partent cordones terminés en quatre pointes et la médaille du mandat de Carlos III dans l'intérieur, à la diestra un oiseau et un cuenco, en la sinistre Santiago Apôtre et un cœur, symbole du Mandat Franciscana. Dans les deux côtés de la couverture, sur des piliers, couronnent aussi deux boucliers avec la croix de la Malte. Il couvre le vain d'entrée une porte de double feuille avec des volets, réalisée en bois en 1781, et composée avec cuarterones de différente taille placés symétriquement. Dans la zone supérieure de les deux feuilles ils apparaissent cartelas avec des inscriptions decorativas et l'épigraphe «AN DE 1781» SENDDIOO L'Et S DIOPH...DE MOLINA «LARIO Et NAVA». La couverture, située dans le mur de la Epístola, se structure avec un vain de moyen point, flanqueado par des colonnes toscanas sur basamento et fronton triangular supérieur, dans dont tympan présente la croix de la Malte dans l'intérieur d'une moldura circulaire et dans les deux côtés se parachève avec des pichets. 
Il couvre le vain d'accès une porte de double feuille, réalisée en bois en 1781, composée de cuarterones de différentes mesures, disposés geométricamente, en montrant dans le centre de la zone supérieure décors avec la croix de la Malte et l'inscription «An de 1781». De la même chronologie et caractéristiques que la porte antérieure, autres deux portes ils ferment les accès du temple, ouverts dans le navire de l'Évangile dans #son troisièmes et cinquièmes tronçons. 